# Zhivago Duncan
Zhivago Duncan (* 1980 in Terre Haute, Vereinigte Staaten) ist ein US-amerikanischer Künstler.

## Leben
Duncan wurde 1980 als Sohn eines Syrers und einer Dänin in Terre Haute geboren. Da Duncans Vater in der Tourismusbranche tätig war, wuchs Duncan unter anderem in Saudi-Arabien, London, Malta, Los Angeles, den USA und Frankreich auf. Nach seinem Schulabschluss arbeitete er als Snowboardlehrer und Automechaniker.
Duncan schloss 2007 sein Studium an dem  BFA Chelsea College of Art and Design in London ab. Er lebt und arbeitet in Berlin. Seine wichtigste Ausstellung bisher war 2011 eine Teilnahme an der Gruppenausstellung Gesamtkunstwerk: New Art in Germany in der Saatchi Gallery in London.

## Werk
Duncan arbeitet sowohl als Maler wie auch als Bildhauer und Installationskünstler. In seinen  großformatigen und grellfarbigen Leinwandbildern, die von der amerikanischen Pop-Art und nach eigenen Aussagen von Fernseh-Trash-Formaten inspiriert  sind, kombiniert er Buchstaben und Schriftzüge mit Comicfiguren, Graffiti und anderen Elementen der Straßenkunst.
In seiner Installation „Pretentious crap“ entfaltet er eine apokalyptische Vision – im Miniaturformat –  einer nach einer Katastrophe zerstörten menschenleeren Welt, in einem Glaskasten zu besichtigen, gleich einem biologischen Präparat im Naturkundemuseum.

## Ausstellungen (Auswahl)
- 2007: For the Overeyes of the Underviewed, Private Loft of Shelley von Strunckel, London, UK
- 2007: Accidental Crash, Chelsea College of Art, London, UK
- 2009: double zap robotrap – exploration of the unknown, TEAPOT, Cologne, Germany
- 2010: The Beautiful and the Damned, Cruise & Callas, Berlin, Germany
- 2011: Dick Flash's Souvenirs of Thought, Contemporary Fine Arts, Berlin
- 2011: The Beautiful and the Damned, The Cat Street Gallery, Hong Kong, China
- 2012: Zhivago Duncan, Fredrick Snitzer Gallery, Miami, USA

## Gruppenausstellungen (Auswahl)
- 2004: Till the End of Time, Chelsea College of Art, London, UK
- 2005: MMDAW, Chelsea College of Art Triangle Gallery, London, UK
- 2006: Swag, Corsica Studios, London, UK
- 2007: Untitled Crash, AA Galleries, London, UK
- 2008: Galerie Mittwoch, Kollektiv, Berlin
- 2008: Tape Modern Number 02, Tape Modern, Berlin
- 2009: Out of Wedding, Uferhallen, Berlin
- 2009: No more sugar for the monkey, Stadtbad, Berlin
- 2009: Lynch Mob, HBC & Kollektive, Berlin
- 2010: Ein Fest für Boris, Vittorio Manalese, Berlin
- 2010: In fifteen minutes everyone will be famous, Tape Modern, Berlin
- 2011: DEAD_Lines. Der Tod in Kunst – Medien – Alltag, Galerie der Stadt Remscheid, Remscheid, DE in Kooperation mit dem Von der Heydt-Museum, Wuppertal
- 2011: GESAMTKUNSTWERK: NEW ART FROM GERMANY, Saatchi Gallery, London

## Kataloge
- Zhivago Duncan - Dick Flash's souvenirs of thought. Contemporary Fine Arts, Berlin 2011, ISBN 978-3-931355-66-1.